# Trucha

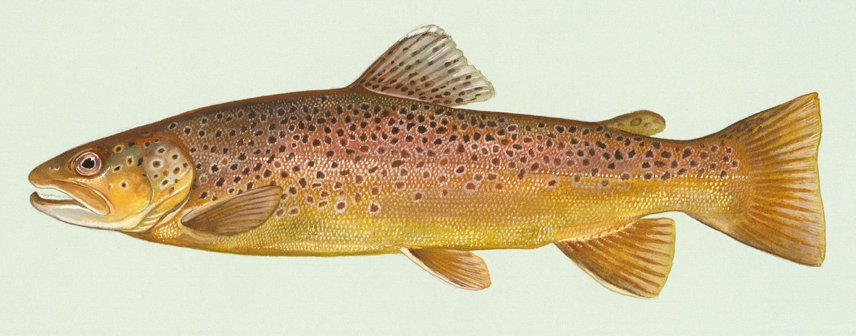
Trucha marrón (Salmo trutta).

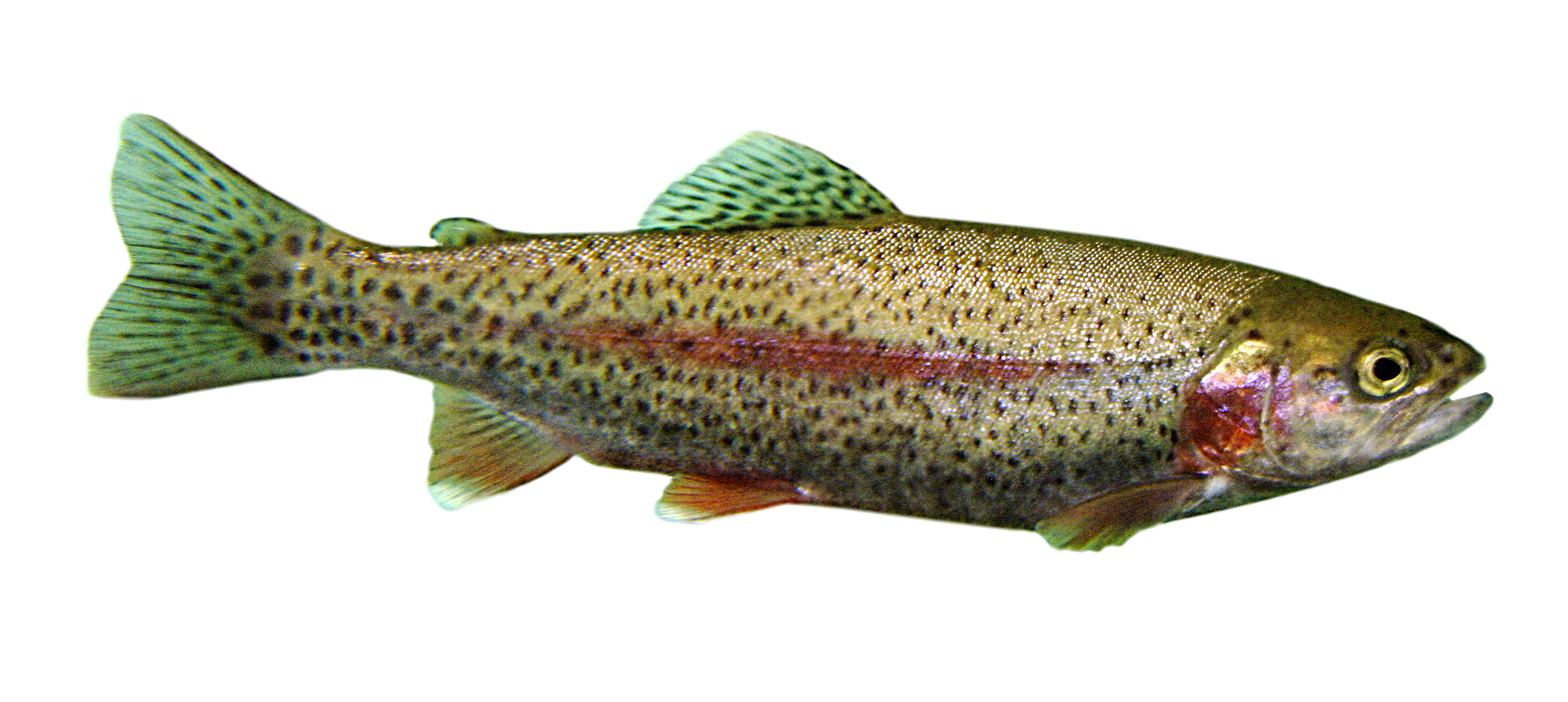
Trucha arcoíris (Oncorhynchus mykiss).

Las truchas son peces de la subfamilia Salmoninae, dentro de la familia de los salmónidos; el nombre se usa específicamente para peces de tres géneros de dicha subfamilia: Salmo, que incluye las especies del Atlántico; Oncorhynchus, que incluye las especies del Pacífico, y Salvelinus.
Las truchas están estrechamente relacionadas con el salmón y tienen ciclos de vida migratorios similares. La mayoría de las truchas son estrictamente potamodromas, pasan toda su vida exclusivamente en lagos, ríos y humedales de agua dulce y migran río arriba para desovar en los lechos de grava poco profundos de arroyos más pequeños. Los alevines y las truchas juveniles, permanecerán río arriba creciendo durante años antes de migrar a cuerpos de agua más grandes cuando sean adultos. Hay algunas especies anadromas de trucha, como la trucha arcoíris (una subespecie costera de la trucha arco iris) y la trucha de mar (la subespecie marina de la trucha marrón), que pueden pasar hasta tres años de su vida adulta en el mar antes de regresar a arroyos de agua dulce para el desove, de la misma manera que un corredor de salmón. La trucha de arroyo y otras tres especies existentes de trucha norteamericana, a pesar de los nombres, son en realidad char , que son salmónidos que también están estrechamente relacionados con la trucha y el salmón.
Las truchas se clasifican como pescado graso y han sido un alimento importante para los humanos. Como depredadores de nivel medio, las truchas se alimentan de animales acuáticos más pequeños, incluidos insectos, crustáceos, peces cebo y renacuajos, y ellas mismas, a su vez, también son presas importantes para muchos animales salvajes, incluidos osos pardos, nutrias, mapaches y aves rapaces (por ejemplo, águilas marinas, águilas pescadoras, búhos peces), gaviotas, cormoranes y martin pescador , y otros grandes depredadores acuáticos. Los restos desechados de truchas también proporcionan una fuente de nutrientes para los carroñeros, los detrivoros y la flora ribereña, lo que convierte a las truchas en especies clave en los ecosistemas acuáticos y terrestres.

## Características
Las truchas que viven en diferentes ambientes pueden tener coloraciones y patrones dramáticamente diferentes. En su mayoría, estos colores y patrones se forman como camuflaje, en función del entorno, y cambiarán a medida que el pez se desplace a diferentes hábitats. Las truchas en el mar, o recién llegadas de él, pueden tener un aspecto muy plateado, mientras que el mismo pez que vive en un pequeño arroyo o en un lago alpino podría tener marcas pronunciadas y una coloración más viva; también es posible que en algunas especies esto signifique que están listas para aparearse. En general, las truchas que están a punto de reproducirse presentan una coloración extremadamente intensa y pueden parecer un pez totalmente distinto fuera de la época de desove. Es prácticamente imposible definir un patrón de color concreto como perteneciente a una raza específica; sin embargo, en general, se afirma que los peces salvajes tienen colores y patrones más vivos.
Las truchas carecen totalmente de espinas en las aletas y todas tienen una pequeña aleta adiposa a lo largo del lomo, cerca de la cola. Las aletas pélvicas están situadas en la parte posterior del cuerpo, a ambos lados del ano. La vejiga natatoria está conectada al esófago, lo que permite tragar o expulsar rápidamente el aire, una condición conocida como fisosoma. A diferencia de muchos otros peces fisóstomos, la trucha no utiliza su vejiga como dispositivo auxiliar para la captación de oxígeno, dependiendo únicamente de sus branquias.
Hay muchas especies, y aún más poblaciones, que se encuentran aisladas unas de otras y morfológicamente diferentes. Sin embargo, dado que muchas de estas poblaciones distintas no muestran diferencias genéticas significativas, lo que puede parecer un gran número de especies es considerado un número mucho menor de especies distintas por la mayoría de los ictiólogos. Las truchas que se encuentran en el este de Estados Unidos son un buen ejemplo de esto. La trucha de arroyo, la trucha aurora y la (extinta) trucha plateada tienen características físicas y coloraciones que las distinguen, pero el análisis gentico muestra que son una especie, Salvelinus fontinalis.
La trucha de lago (Salvelinus namaycush), al igual que la trucha de arroyo, pertenece al género char. La trucha de lago habita en muchos de los lagos más grandes de América del Norte y vive mucho más que la trucha arcoíris, que tiene una vida útil máxima promedio de siete años. La trucha de lago puede vivir muchas décadas y crecer hasta más de 30 kilogramos (66,1 lb).
Las truchas se encuentran habitualmente en aguas frías y limpias de ríos y lagos distribuidos a lo largo de Norteamérica, el norte de Asia y Europa. Varias especies de trucha fueron introducidas en el siglo XIX en la Patagonia. También han sido introducidas en Australia y Nueva Zelanda, además de los Andes venezolanos, Colombia, Ecuador, 
Bolivia y Perú, por pescadores aficionados, desplazando a los peces autóctonos.
Las aletas de las truchas carecen de espinas, y todas las especies tienen una pequeña aleta adiposa en el lomo, cerca de la cola. Las poblaciones aisladas presentan diferencias morfológicas. Sin embargo, muchos de estos grupos no muestran divergencias genéticas significativas, por lo que los ictiólogos los consideran como simples variedades de un número de especies mucho menor. 
La trucha del oeste de los Estados Unidos es un buen ejemplo de esto. La trucha Brook o marrón, la aurora y la extinta trucha plateada tienen características físicas y de coloración que permiten distinguirlas fácilmente; el análisis genético muestra, sin embargo, que se trata de una única especie: Salvelinus fontinalis.

## Hábitat

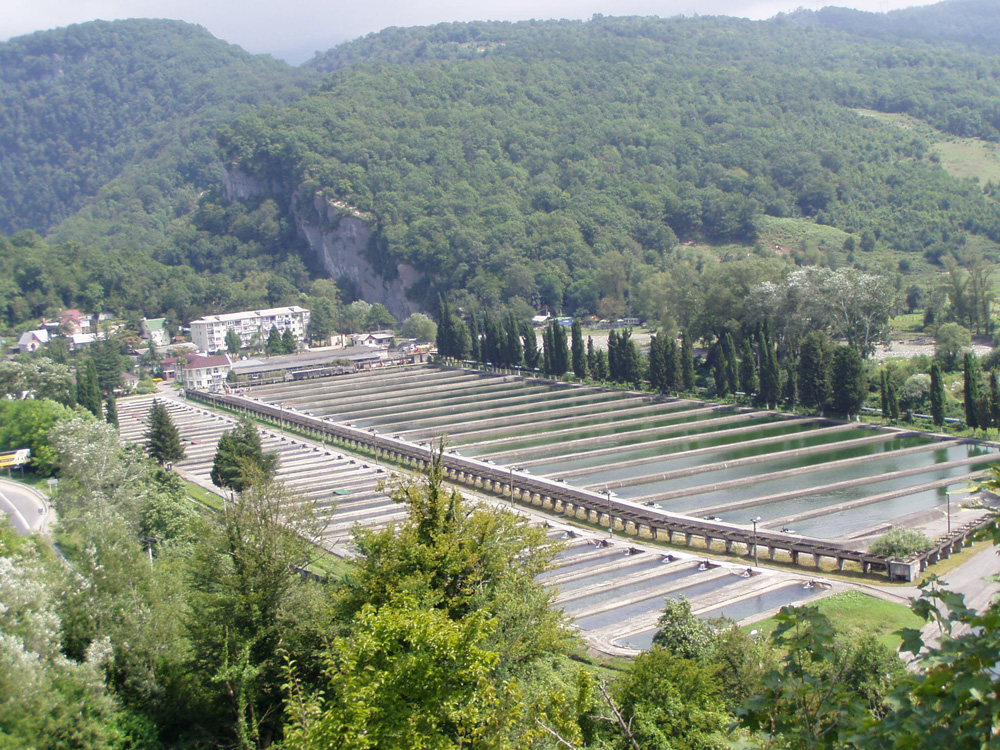
Una piscifactoría de truchas en Sochi, Rusia

La mayoría de las truchas solo se encuentran en agua dulce y fría pero unas pocas, como la cabeza de acero (o steelhead, en inglés) (Oncorhynchus mykiss) —que es la misma especie que la trucha arcoíris— pasan su vida adulta en el océano y vuelven, para desovar, al río donde nacieron. Este fenómeno recibe el nombre de reproducción anádroma y se observa también en el salmón, así como en la trucha común europea (Salmo trutta), algunas de cuyas poblaciones pasan parte de su vida en el mar, volviendo al río a desovar. A estas últimas se les denomina Salmo trutta amorfo trutta (reo es su nombre común en España), mientras que a las poblaciones que pasan íntegramente su vida en el río se las conoce como Salmo trutta amorfo fario (o trucha común).
Varias especies de trucha fueron introducidas en Australia y Nueva Zelanda por aficionados a la pesca en el siglo XIX, desplazando y poniendo en peligro a varias especies de peces autóctonos de tierras altas. Entre las especies introducidas se encontraban la trucha común de Inglaterra y la trucha arco iris de California. La trucha arco iris era una variedad de trucha arco iris, generalmente aceptada como procedente de Sonoma Creek. La trucha arco iris de Nueva Zelanda sigue mostrando la tendencia de la trucha arco iris a remontar los ríos en invierno para desovar.
En Australia, la trucha arco iris se introdujo en 1894 procedente de Nueva Zelanda y es un pez muy popular en la pesca recreativa con caña.
A pesar de afectar gravemente a la distribución y abundancia de peces autóctonos australianos, como las galaxias trepadoras, cada año se liberan millones de truchas arco iris y de otras especies en criaderos gubernamentales y privados.
El mayor parecido de la trucha seema y otras truchas de la familia se puede encontrar en el Región del Himalaya de la India, Nepal, Bután, Pakistán y en las montañas Tian Shan de Kirguistán.

## Alimentación
Las truchas generalmente se alimentan de invertebrados blandos como las lombrices, o de insectos, crustáceos y de cucarachas, aunque las especies más grandes de trucha, como la marrón o café, depredan sobre otros peces. En su libro Mis amigas las truchas, Miguel Delibes declara haber encontrado un ratón en el estómago de un ejemplar grande.
Las truchas que nadan en los arroyos se alimentan de animales terrestres, de vida acuática y moscas. La mayor parte de su dieta proviene de macroinvertebrados, o animales que no tienen columna vertebral como caracoles, gusanos o insectos. También comen moscas, y la mayoría de las personas que intentan usar señuelos para pescar truchas imitan a las moscas porque son una de las truchas que más se alimentan de ellas. Las truchas disfrutan de ciertos animales terrestres, incluidos insectos como los saltamontes. También comen animales pequeños como ratones cuando se caen (Aunque solo las truchas grandes tienen bocas capaces de comer ratones). También consumen una dieta de vida acuática como pececillos o cangrejos de río. Las truchas tienen una dieta diversa.

## Pesca deportiva

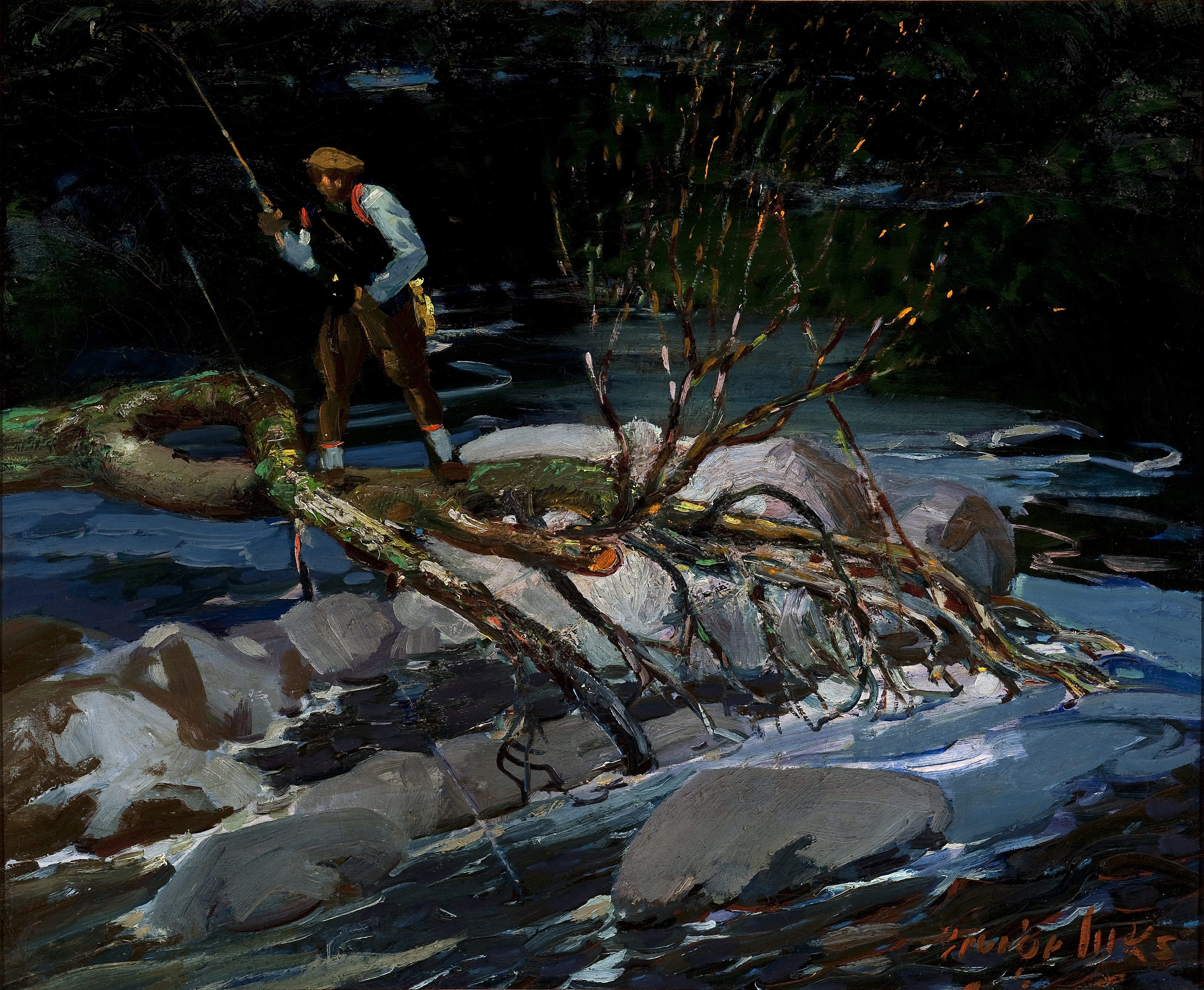
Pesca de la trucha. Pintura de George Luks (1867-1933). Museo de Delaware en Wilmington.

Las truchas tienen el cuerpo lleno de espinas, pero su carne es muy sabrosa. Además, luchan tenazmente cuando se las pesca con caña, por lo que son muy cotizadas para la pesca deportiva. Por su popularidad son criadas a menudo en piscifactorías y posteriormente reintroducidas en ríos, lagos y pantanos, para su pesca.
Los principales métodos de captura involucran el uso de mosca o cucharilla, así como la lombriz de tierra y otros señuelos artificiales. Hay otros cebos muy apreciados por las truchas, como las larvas, aunque en España está especialmente prohibido en ríos trucheros el uso de larvas de animales, con sanciones económicas importantes. También existen limitaciones en el cupo de truchas capturadas, variable en función de su hábitat, de si han sido repobladas o son autóctonas y del tipo de coto. En pantanos o cotos repoblados específicamente para el uso deportivo, el cupo es mayor y lo marca el propio coto. En aguas libres el cupo es bastante menor. Hay una medida mínima del pez para su captura, de obligado cumplimiento, para evitar la muerte de animales inmaduros.
En Venezuela, la temporada de pesca se inicia el 16 de marzo y culmina el 30 de septiembre, previa obtención del permiso de pesca deportiva expedido por el Ministerio del Poder Popular para la Agricultura y Tierra, Instituto Nacional de la Pesca y Acuicultura, considerándose el tamaño mínimo de captura de 25 cm.

## Especies
Entre las especies de truchas más importantes se encuentran: la trucha marrón (Salmo trutta), también llamada en España “trucha común” por ser la autóctona del país, la trucha arcoíris (Oncorhynchus mykiss), la trucha dorada (Oncorhynchus aguabonita), la trucha degollada “Lahontan” (Oncorhynchus clarkii henshawi) y la trucha degollada “Bonneville” (Oncorhynchus clarkii clarkii). La siguiente es una lista más amplia de géneros y especies de truchas:
- Salmo, los salmones y truchas del Atlántico y del “Viejo Mundo”; son peces marinos y de agua dulce.
  - Trucha adriática, Salmo obtusirostris
  - Trucha común, Salmo trutta
    - Trucha de río, S. t. morpha fario
    - Trucha lacustre, S. t.. morpha lacustris.
    - Trucha de mar, S. t. morpha trutta

  - Trucha cabeza plana, Salmo platycephalus
  - Trucha mármol, trucha del río Soca o trucha de Soča - Salmo marmoratus
  - Trucha de Ohrid, Salmo letnica, S. balcanicus (extinto), S. lumi, y S. aphelios
  - Trucha del lago Sevan, Salmo ischchan
- Oncorhynchus, los salmones y truchas del Pacífico; son peces marinos y de agua dulce.
- Salmo trutta, la trucha común, trucha marrón o reo; es la trucha más común de la familia de los salmónidos.
- Oncorhynchus mykiss, la trucha arcoíris; es un pez eurihalino (de agua dulce y de mar).
- Salvelinus fontinalis, la trucha fontinalis o trucha de arroyo; es originaria de Norteamérica.
- Salvelinus alpinus, la trucha alpina o trucha ártica; es un pez anádromo.
- Salmo platycephalus, la trucha de Turquía; es un pez de agua dulce.
- Salmo cettii, la trucha del mar Tirreno; es un pez de agua dulce (distribuido por las cuencas hidrográficas de los ríos cercanos al mar Tirreno).
- Salmo marmoratus, la trucha marmorata o trucha de mármol; es un pez eurihalino (de agua dulce y de mar).
- Salmo letnica, la trucha de Ohrid; es un pez que se encuentra en Macedonia del Norte y Albania.
- Salmo trutta fario, la trucha fario; es un pez eurihalino (de agua dulce y de mar).
- Salmo obtusirostris, la trucha adriática; es un pez de agua dulce.
- Salmo ischchan, la trucha del lago Sevan; es un pez de agua dulce.
- Acantholingua ohridana, la trucha albanesa; es un pez eurihalino (de agua dulce y de mar), y la única especie del género Acantholingua.

## Usos culinarios
La trucha es el menos graso de los pescados azules (con solo un 3% de grasa) y contiene ácidos grasos omega 3.
- En la cocina española la trucha se consume, fresca, a la plancha, “a la navarra”, ahumada y al horno; y en conserva puede encontrarse como trucha en escabeche.

## La trucha como alimento

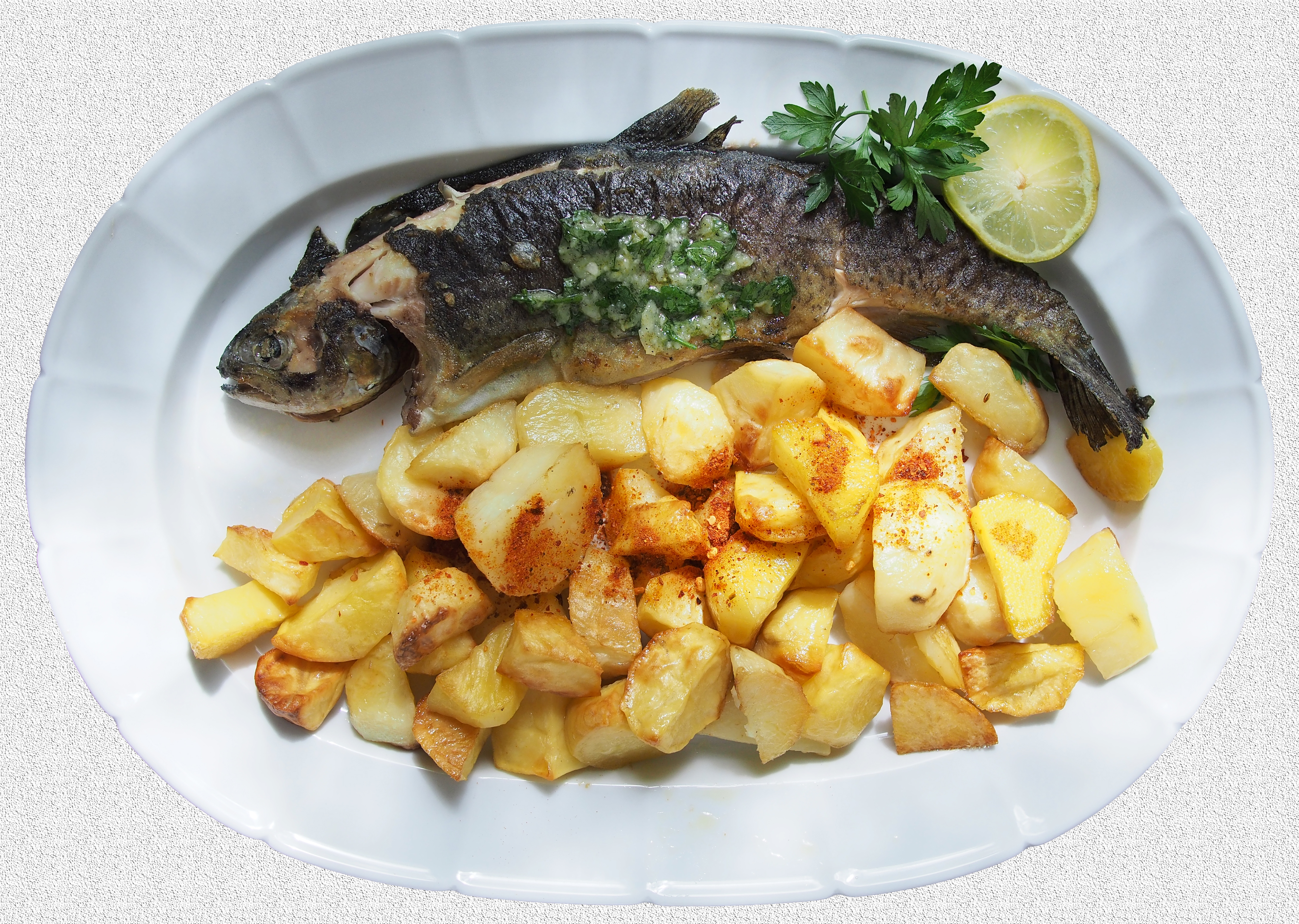
Trucha al horno

En comparación con otros salmónidos, la trucha es algo más ósea, pero la carne se considera generalmente sabrosa, y la textura es a menudo indistinguible de la del la del salmón. El sabor de la carne depende en gran medida de la dieta del pez. Por ejemplo, las truchas que se han alimentado de crustáceos tienden a ser más sabrosas que las que se alimentan principalmente de insectos y larvas. Debido a su popularidad, las truchas son a menudo criadas en piscifactorías y luego repobladas en aguas muy pescadas, en un esfuerzo por enmascarar los efectos de la sobrepesca. Las truchas de piscifactoría también se venden comercialmente como marisco, aunque no son peces de agua salada. La carne de trucha suele prepararse del mismo modo que la de salmón, a menudo mediante ahumado.
En China continental, se autorizó oficialmente que la trucha arco iris criada en piscifactorías de Qinghai se etiquetara y vendiera en el país como salmón, lo que provocó una gran polémica en relación con la seguridad alimentaria y la violación de los derechos del consumidor, como plato de pescado crudoes o yusheng con salmón del Atlántico está ganando popularidad en el sur de China. La trucha arco iris de piscifactoría es mucho más barata que el salmón atlántico importado y su carne es indistinguible para los ojos inexpertos, y la noticia de que la trucha se vendía como salmón desencadenó el escrutinio público acusando a los proveedores de Seaford de cebo y engaño y prácticas comerciales poco éticas. Además, muchas personas creen que la trucha de agua dulce es más propensa a los parásitoss que el salmón oceánico (a pesar de que ambos viven en agua dulce durante periodos significativos de su ciclo vital) y, por tanto, no es segura para el alimentación cruda.

### Valor nutricional
Un filete de trucha (aproximadamente 2,8 oz) contiene:
- Energía: 117 kilocalorías (489,9 kJ)
- Grasa (g): 5.22
- Hidratos de carbono (g): 0
- Fibras (g): 0
- Proteínas (g): 16.41
- Colesterol (mg): 46